# Luzara erasmios
Luzara erasmios är en insektsart som beskrevs av Otte, D. och Perez-gelabert 2009. Luzara erasmios ingår i släktet Luzara och familjen syrsor. Inga underarter finns listade i Catalogue of Life.